# ルーク・フィッツジェラルド
ルーク・フィッツジェラルド（Luke Fitzgerald、1987年9月13日 - ）は、アイルランドの元ラグビーユニオン選手。

## プロフィール
- アイルランド出身[1]。
- 現役時代のポジションはウィング(WTB)、センター(CTB)、フルバック(FB)。
- 身長 185cm、体重 92kg
- アイルランド代表通算キャップ数は34でワールドカップ2015のアイルランド代表に選ばれた[2]。
- ブリティッシュ・アンド・アイリッシュ・ライオンズにも選ばれたことがある[3]。

## 略歴
2006年、アルスターに加入。 
2016年、現役を引退した。